# 1752 год в литературе

## События
- В январе английский писатель и драматург Генри Филдинг занялся периодикой — выходящим раз в две недели журналом под названием «Ковент-Гарден», который он публиковал под псевдонимом «сэр Александр Дроукансир, КНТ. Цензор Великобритании» до ноября того же года.
- В журнале «Ковент-Гарден» Генри Филдинг бросил вызов «армии с Граб-стрит» и современным писателям периодических ежедневных изданий. Этот конфликт, в конечном итоге, привёл к Бумажной войне 1752—1753 годов (Paper War of 1752—1753).
- Рабочие королевской семьи Бурбонов случайно обнаружили то, что сейчас известно, как Вилла Папирусов (см. Геркуланумские папирусы).
- Общество юристов избрало эссеиста Дэвида Юма хранителем Адвокатской библиотеки (ныне Национальная библиотека Шотландии).
- Впервые в Англии эссе Генри Сент-Джона изданы после смерти автора.
- Начало печататься 15-томное собрание сочинений Диего де Торреса Вильярроэля.

## Книги
- Повесть «Микромегас» Вольтера.
- Труд «Elementa philosophica» Джорджа Беркли.
- «The Adventurer» Джона Хоксуорта.

## Пьесы
- Трагедия «Спасённый Рим» Вольтера.

## Родились
- 2 января —
  - Францишек Заблоцкий, польский поэт и один из первых польских драматургов (ум. в 1821).
  - Филип Морен Френо, американский поэт, публицист (ум. в 1832).
- 3 января — Иоганн Мюллер, швейцарский историк (ум. в 1809).
- 20 января – Жан Батист Раде, французский драматург (ум. в 1830).
- 17 февраля — Фридрих Максимилиан Клингер, немецкий поэт, драматург и романист (ум. в 1831).
- 7 марта — Карл Фридрих Крамер, немецкий писатель (ум. в 1807).
- 20 марта — Гавриил Иванович Добрынин, русский писатель-мемуарист (ум. в 1824).
- 9 мая — Иоганн Антон Лейзевиц, немецкий писатель (ум. в 1806).
- 10 июня — Тимофей Семёнович Мальгин, российский историк и писатель (ум. в 1819).
- 13 июня — Фанни Берни, английская писательница (ум. в 1840).
- 30 июня — Фёдор Григорьевич Баузе, ректор Московского университета, собиратель старопечатных книг, славяно-русских рукописей (ум. в 1812).
- 1 июля — Жан-Батист Лешевалье, французский литератор, директор Библиотеки Святой Женевьевы в Париже (ум. в 1836).
- 6 сентября — Юрий Александрович Нелединский-Мелецкий, русский поэт (ум. в 1828).
- 13 сентября — Христина Бенедикта Евгения Науберт, немецкая писательница-романистка (умерла в 1819).
- 10 октября — Антуан Бертен, французский поэт (ум. в 1790).
- 16 октября — Адольф Книгге, немецкий писатель (ум. в 1796).
- 20 ноября — Томас Чаттертон, английский поэт (ум. в 1770).
- 25 ноября — Иоганн Фридрих Рейхардт, немецкий композитор и писатель о музыке (ум. в 1814).
- 1 декабря — Саид Иншалла-хан Инша, индийский урдуязычный поэт и писатель (ум. в 1817).
- 4 декабря — Анж-Этьен-Ксавье-Пуассон де ля Шабосьер, французский писатель, либреттист и драматург (ум. в 1820).
- 15 декабря — Жан-Батист Перес, французский учёный и писатель (ум. в 1840).

## Без точной даты
- Александр Михайлович Белосельский-Белозерский, русский писатель, просветитель (ум. в 1809).
- Абель Бурья, немецкий писатель о России (ум. в 1816).
- Пётр Лукич Вельяминов, русский литератор, переводчик (ум. в 1805).
- Григорий Степанович Винский, писатель, мемуарист украинского происхождения (ум. в 1819).
- Георг Иоахим Гёшен, немецкий издатель и книготорговец (ум. в 1828).
- Тимофей Тимофеевич Захарьин, русский переводчик (ум. после 1794)
- Жанна-Луиза Кампан, французская писательница (ум. в 1822).

## Умерли
- 23 марта — Жан Шарль де Фолар, французский военный писатель (род. в 1669).
- 28 апреля – Франциск Уден, французский поэт (род. 1673).
- 15 июня — Шарль Куапель, французский художник и писатель (род. в 1694).
- 21 июня — Франсуа Иньяс Дюно де Шарнаж, французский юрист и историк, автор истории графства Бургундского (род. в 1679).
- 17 июля — Даниэль Юслениус, финский латиноязычный писатель (род. в 1676).
- 22 сентября — Петер Апор, венгерский писатель, поэт и мемуарист (род. в 1676).
- 24 октября — Христиан Фальстер, датский поэт-сатирик (род. в 1690).

## Без точной даты
- Грацио Браччьоли, итальянский поэт и либреттист (род. в 1682).
- Александр Гордон, генерал, автор двухтомной «Истории Петра Великого» (род. в 1669).
- Сэмюэл Кроксолл, английский писатель, переводчик, издатель (род. ок. 1690)
- Михал Френцель, лужицкий поэт (род. в 1667).